# Місія Православної церкви України в Японії
Місія Православної церкви України в Японії — християнська місія Православної церкви України в Токіо, Японія. Заснована та працює місія з 2005 року.

## Коротка історія
Місія заснована при сприянні Товариства Українців Японії «Краяни» і працює в місті Токіо, Японія. Місія працює починаючи з 2005 року.  

### Участь у громадському житті

#### Школа Джерельце
З 2008 го року за сприянні Місії церкви та Товариства "Краяни" також була заснована Українська школа "Джерельце" в місті Токіо. Певний час після заснування школа працювала під час служб Місії та в її приміщенні.

#### Революція Гідності 2013-2014 року
- 23 січня 2014 року — поминальна панахида по загиблих на Київському Майдані Сергію Нігояну, Юрію Вербицькому та Михайлу Жизневському[1].
- 24 липня 2014 року —  вшанування пам'яті загиблих в літаку рейсу Малайських авіліній MH-17. [2]
- 23 листопада, 2014 року — реквієм вшанування пам'яті жертв Голодомору[3].
- 24 лютого, 2015  року — панахида пам'яті Небесної Сотні.

## Інформація

### Богослужіння
Богослужіння місії проводяться в приміщенні  англіканської Церкви Святого Альбана за адресою 3-6-25, Shiba-Koen Minato-ku, Tokyo. 
Служби Церкви проводяться кожної 1-ї та 3-ї неділі місяця. Розклад та інформація про богослужіння доступні на вебсторінці місії [Архівовано 1 квітня 2015 у Wayback Machine.] та на сторінці [Архівовано 24 травня 2021 у Wayback Machine.] у Фейсбук

##### Мова богослужінь
В богослужіннях використовуються три мови:
- українська
- англійська
- японська

Переважно служба ведеться українською мовою, частково — англійською чи японською.